# Cantó de Toló-9
El cantó de Toló-9 és un cantó francès del departament de la Var, situat al districte de Toló. Compta amb part del municipi de Toló.

## Municipis
- Toló

## Història
| Data d'elecció                           | Identitat           | Partit | Qualitat |
| ---------------------------------------- | ------------------- | ------ | -------- |
| 1973-1979                                | M. Mattei           | RPR    |          |
| 1979-1998                                | Paul Orsini         | UDF    |          |
| 1998-2004                                | Danielle Daumas     | PCF    |          |
| 2004-                                    | Jean-Guy Di Giorgio | UMP    |          |
| les dades anteriors no són pas conegudes |                     |        |          |
|                                          |                     |        |          |

## Demografia
| 1962 | 1968 | 1975 | 1982 | 1990   | 1999   | 2006   |
| ---- | ---- | ---- | ---- | ------ | ------ | ------ |
| -    | -    | -    | -    | 15.919 | 15.692 | 15.555 |